# ФК «Крылья Советов» в сезоне 2019/2020
Сезон 2019/2020 — 76-й сезон «Крыльев Советов», в том числе:
- 52-й сезон в высшем дивизионе;
- 26-й сезон в высшем дивизионе России;
- 16-й сезон в Российской премьер-лиге.

## Премьер-лига
Турнирная таблица
| Поз | Команда        | И  | В | Н  | П  | МЗ | МП | РМ  | О  | Квалификация или выбывание                                   |
| --- | -------------- | -- | - | -- | -- | -- | -- | --- | -- | ------------------------------------------------------------ |
| 12  | Сочи           | 30 | 8 | 9  | 13 | 40 | 39 | +1  | 33 |                                                              |
| 13  | Ахмат          | 30 | 7 | 10 | 13 | 27 | 46 | −19 | 31 | Стыковые матчи за сохранение места в Премьер-Лиге — отменены |
| 14  | Тамбов         | 30 | 9 | 4  | 17 | 37 | 41 | −4  | 31 | Стыковые матчи за сохранение места в Премьер-Лиге — отменены |
| 15  | Крылья Советов | 30 | 8 | 7  | 15 | 33 | 40 | −7  | 31 | Выбывание в ФНЛ                                              |
| 16  | Оренбург       | 30 | 7 | 6  | 17 | 28 | 52 | −24 | 27 | Выбывание в ФНЛ                                              |

1. 1 2 3  Очки в личных встречах: Ахмат 8, Тамбов 4, Крылья Советов 4
По лучшей разности забитых и пропущенных мячей в личных встречах: Тамбов +1, Крылья Советов -1

Примечания Победа в матче Ничья в матче Поражение в матче  Матч не состоялся
Результаты по турам
| Тур   | 01 | 02 | 03 | 04 | 05 | 06 | 07 | 08 | 09 | 10 | 11 | 12 | 13 | 14 | 15 | 16 | 17 | 18 | 19 | 20 | 21 | 22 | 23 | 24 | 25 | 26 | 27 | 28 | 29 | 30 |
| ----- | -- | -- | -- | -- | -- | -- | -- | -- | -- | -- | -- | -- | -- | -- | -- | -- | -- | -- | -- | -- | -- | -- | -- | -- | -- | -- | -- | -- | -- | -- |
| Поле  | Д  | Д  | В  | Д  | В  | В  | Д  | Д  | В  | В  | Д  | В  | В  | Д  | Д  | В  | В  | Д  | Д  | Д  | В  | В  | Д  | В  | В  | Д  | В  | В  | Д  | Д  |
| Итог  | В  | П  | П  | П  | П  | В  | П  | Н  | П  | Н  | В  | В  | В  | П  | Н  | П  | П  | П  | П  | Н  | В  | П  | П  | П  | Н  | Н  | В  | П  | Н  | В  |
| Место | 1  | 8  | 14 | 13 | 14 | 12 | 13 | 13 | 14 | 16 | 12 | 10 | 6  | 8  | 7  | 12 | 12 | 13 | 15 | 15 | 12 | 15 | 16 | 16 | 15 | 15 | 15 | 15 | 15 | 15 |

Статистика матчей
| 14 июля 2019 1 тур | Крылья Советов          | 2:0   | ЦСКА (Москва) | Самара |
| 16:30 МСК | Соболев 51′, 58′ (пен.) | отчёт |               | Стадион: Самара Арена Зрителей: 25 287 Судья: Левников Помощники судьи: Болховитин, Веретёшкин (все – Санкт-Петербург) Резервный судья: Васильев (Ижевск) Игрок матча: Соболев («Крылья Советов») |
| Крылья Советов: Рыжиков , Анюков ( 66' Терехов), Комбаров 38', Бурлак, Карпов, Кабутов, Зиньковский, Мияйлович, Антон ( 71' Тимофеев), Гынсарь, Соболев ( 84' Радонич) · ЦСКА: Акинфеев , Васин 31', Фернандес, Магнуссон, Шарлия 46' ( 78' Нисимура), Ахметов ( 61' Бийол), Обляков, Бистрович, Влашич, Сигурдссон ( 88' Марадишвили), Чалов 78' |                         |       |               | |

| 20 июля 2019 2 тур | Крылья Советов           | 2:3   | Арсенал (Тула)                          | Самара |
| 16:30 МСК | Соболев 43′ · Бурлак 56′ | отчёт | 22′ Ткачёв · 24′ Э.Кангва · 52′ Тудорие | Стадион: Самара Арена Зрителей: 15 780 Судья: Кукуян (Сочи) Помощники судьи: Чельцов (Москва) Назаров (Невинномысск) Резервный судья: Куликов (Саранск) Игрок матча: Ткачёв («Арсенал») |
| Крылья Советов: Рыжиков , Анюков ( 75' Терехов, 75'), Д.Комбаров, Бурлак, Карпов, Кабутов 72', Зиньковский ( 46' Канунников, 46'), Мияйлович 59', Антон ( 54' Радонич), Гынсарь, Соболев 90' · Арсенал: Левашов, К.Комбаров , Григалава 90', Беляев ( 90' Денисов), Альварес 90', Горбатенко, Ткачёв 90', Лесовой, Чаушич, Э.Кангва 55' ( 71' Костадинов), Тудорие ( 64' Луценко 83') |                          |       |                                         | |

| 27 июля 2019 3 тур | Уфа                       | 2:1   | Крылья Советов | Уфа |
| 16:30 МСК | Фомин 21′ · Полуяхтов 33' | отчёт | 25′ Мияйлович  | Стадион: Нефтяник Зрителей: 6543 Судья: Казарцев (Санкт-Петербург) Помощники судьи: Гаврилин (Владимир) Богданов (Верея) Резервный судья: Сиденков (Санкт-Петербург) Игрок матча: Фомин («Уфа») |
| Уфа: Беленов, Сухов, Аликин , Пуцко 52', Табидзе, Алиев, Фомин, Карп, Тилль ( 82' Емельянов), Козлов ( 74'Бизяк), Игбун ( 90' Гиоргобиани) · Крылья Советов: Рыжиков , Анюков ( 70' Канунников), Комбаров, Полуяхтов 57', Карпов, Гацкан, Кабутов, Зиньковский, Мияйлович, Гынсарь ( 74' Радонич), Соболев 60' ( 84' Голенков) |                           |       |                | |

| 14 июля 2019 4 тур | Крылья Советов | 1:2   | Локомотив (Москва)        | Самара |
| 16:30 МСК | Соболев 88′    | отчёт | 15′ Смолов · 90′ Крыховяк | Стадион: Самара Арена Зрителей: 22 459 Судья: Турбин (Дмитров) Помощники судьи: Данченко (Уфа), Петросян (Бронницы) Резервный судья: Кукуляк (Калуга) Игрок матча: Смолов («Локомотив») |
| Крылья Советов: Рыжиков , Анюков 21' ( 66' Зиньковский), Комбаров, Чернов 58', Карпов 71', Гацкан 84', Тимофеев ( 74' Гынсарь), Кабутов, Мияйлович ( 79' Радонич 86'), Канунников, Соболев · Локомотив: Гилерме, Игнатьев, Рыбус, Чорлука ( 85' Мурило), Хеведес, Баринов 13', Жемалетдинов 17', Ал.Миранчук, Ан.Миранчук, Крыховяк, Смолов |                |       |                           | |

| 12 августа 2019 5 тур | Ростов        | 1:0   | Крылья Советов | Ростов-на-Дону |
| 20:00 МСК | Шомуродов 33′ | отчёт |                | Стадион: Ростов Арена Зрителей: 28 674 Судья: Казарцев (Санкт-Петербург) Помощники судьи: Болотенков, Мурашов (оба – Москва) Видеопомощник судьи (VAR): Карасёв (Москва) Ассистент видеопомощника судьи (AVAR): Вилков (Нижний Новгород) Резервный судья: Матюнин (Москва) Игрок матча: Ионов («Ростов») |
| Ростов: Песьяков 88', Козлов 64', Е.Чернов ( 89' Логашов), Чистяков 63', Сигурдссон , Ионов ( 72' Глебов), Байрамян ( 55' Зуев), Еременко, Попов, Норманн, Шомуродов · Крылья Советов: Рыжиков , Анюков ( 70' Зиньковский), Комбаров, Н.Чернов, Карпов, Гацкан, Тимофеев, Кабутов, Гынсарь ( 73' Радонич), Канунников, Соболев ( 87' Голенков) |               |       |                | |

| 17 августа 2019 6 тур | Урал (Екатеринбург) | 1:3   | Крылья Советов                          | Екатеринбург |
| 14:00 МСК | Панюков 90+3′       | отчёт | 28′ Гынсарь · 79′ Соболев · 84′ Радонич | Стадион: Екатеринбург Арена Зрителей: 22 304 Судья: Иванов (Ростов-на-Дону) Помощники судьи: Усачёв (Ростов-на-Дону), Гурбанов (Краснодар) Резервный судья: Амелин (Тула) Игрок матча: Кабутов («Крылья Советов») |
| Урал: Годзюр, Кулаков 88', Насыров, Ароян, Димитров ( 63' Бавин), Емельянов 30' 67', Бикфалви, Бумаль, Августиняк, Погребняк ( 46' Панюков 81'), Ильин ( 88' Юсупов) · Крылья Советов: Рыжиков , Анюков, Комбаров, Чернов, Карпов, Гацкан ( 44' Мияйлович), Тимофеев, Кабутов ( 76' Зиньковский), Гынсарь ( 69' Радонич), Канунников, Соболев |                     |       |                                         | |

| 25 августа 2019 7 тур | Крылья Советов | 1:2   | Спартак (Москва)       | Самара |
| 19:00 МСК | Соболев 42′    | отчёт | 54′ Ларссон · 90′ Тиль | Стадион: Самара Арена Зрителей: 32 286 Судья: Лапочкин (Санкт-Петербург) Помощники судьи: Кудрявцев (Санкт-Петербург), Богданов (Верея) Резервный судья: Верулидзе (Владикавказ) Игрок матча: Зобнин («Спартак») |
| Крылья Советов: Рыжиков , Анюков 81', Комбаров ( 15' Полуяхтов, 15'), Чернов, Карпов, Кабутов, Мияйлович, Антон, Гынсарь 23' ( 62' Радонич 71'), Канунников, Соболев ( 90' Голенков) · Спартак: Максименко, Джикия 24', Рассказов, Жиго, Айртон 83', Мирзов ( 61' Бакаев), Зобнин 29', Умяров, ( 68' Гулиев 90'), Шюррле, Тиль, Ларссон 32' ( 85' Бакаев 90') |                |       |                        | |

| 30 августа 2019 8 тур | Крылья Советов | 0:0   | Динамо (Москва) | Самара |
| 20:00 МСК |                | отчёт |                 | Стадион: Самара Арена Зрителей: 14 728 Судья: Безбородов Помощники судьи: Абусуев, Милюченко (все – Санкт-Петербург) Резервный судья: Чебан (Москва) Игрок матча: Рыжиков («Крылья Советов») |
| Крылья Советов: Рыжиков , Анюков, Полуяхтов 90', Чернов, Карпов, Гацкан ( 85' Радонич), Тимофеев, Кабутов ( 74' Зиньковский), Антон ( 80' Мияйлович 90'), Канунников, Соболев · Динамо: Лещук, Паршивлюк, Шунич , Евгеньев, Юсупов, Жоаозиньо, Каборе 27', Грулев ( 78' Панченко), Рауш 41', Нжи ( 63' Шиманьски), Филипп 58' |                |       |                 | |

| 15 сентября 2019 9 тур | Краснодар                                                            | 4:2   | Крылья Советов                                      | Краснодар |
| 19:00 МСК | Сулейманов 16′ · Олссон 48′ · Рыжиков 57' · Ари 67′ · ---- · 67' Ари | отчёт | 12′ Соболев · 75′ (пен.) Антон · ---- · 45' Соболев | Стадион: Краснодар Зрителей: 26 131 Судья: Карасёв (Москва) Помощники судьи: Аверьянов (Москва), Демешко (Химки) Видеопомощник судьи (VAR): Сухой (Люберцы) Ассистент видеопомощника судьи (AVAR): Казарцев (Санкт-Петербург) Резервный судья: Матюнин (Москва) Игрок матча: Петров («Краснодар») |
| Краснодар: Сафонов, Петров, Мартынович 50', Рамирес, Спайич 74', Камболов 45' ( 61' Уткин), Олссон, Вильена 81', Ари ( 69' Игнатьев), Сулейманов, Вандерсон ( 76' Намли) · Крылья Советов: Рыжиков , Комбаров, ( 61' Терехов), Полуяхтов, Чернов, Карпов, Гацкан 66', Тимофеев ( 67' Антон), Кабутов 34' ( 80' Радонич), Зиньковский, Канунников, Соболев |                                                                      |       |                                                     | |

| 21 сентября 2019 10 тур | Ахмат (Грозный) | 1:1   | Крылья Советов | Грозный |
| 14:00 МСК | Понсе 27′       | отчёт | 90′ Карпов     | Стадион: Ахмат Арена Зрителей: 8737 Судья: Васильев (Ижевск) Помощники судьи: Ерёмин, Мурашов (оба – Москва) Резервный судья: Панин (Дмитров) Игрок матча: Понсе («Ахмат») |
| Ахмат: Городов, Уциев 12' , Семенов, Мусалов, Анхель 67', Иванов, Глушаков ( 86' Нижич), Бериша ( 71' Шиманьски), Роши 33' ( 85' Садулаев), Исмаэл, Понсе · Крылья Советов: Рыжиков , Анюков ( 71' Терехов), Комбаров, Чернов 50', Карпов 45', Гацкан ( 86' Мияйлович), Кабутов, Зиньковский, Антон, Канунников ( 81' Радонич), Соболев |                 |       |                | |

| 28 сентября 2019 11 тур | Крылья Советов                      | 2:0   | Тамбов | Самара |
| 14:00 МСК | Соболев 73′ (пен.) · Канунников 74′ | отчёт |        | Стадион: Самара Арена Зрителей: 10 126 Судья: Иванов (Ростов-на-Дону) Помощники судьи: Стипиди (Краснодар), Шаламберидзе (Москва) Резервный судья: Амелин (Тула) Игрок матча: Соболев («Крылья Советов») |
| Крылья Советов: Рыжиков , Анюков 45', Комбаров, Чернов 54', Карпов 77', Гацкан ( 67' Радонич), Кабутов 65' ( 68' Канунников), Зиньковский, Мияйлович, Антон 38' ( 81' Тимофеев), Соболев · Тамбов: Шелия , Рыбин 37' ( 46' Килин), Ойеволе 71', Таказов 72', Тетрашвили 7', Грицаенко 87', Осипенко ( 80' Аппаев), Карасев 47', Обухов, Костюков ( 80' Чернышов), Мелкадзе 54' |                                     |       |        | |

| 5 октября 2019 12 тур | Сочи | 0:2   | Крылья Советов                       | Сочи |
| 19:00 МСК |      | отчёт | 4′, 69′ Соболев · ---- · 61' Соболев | Стадион: Фишт Зрителей: 7923 Судья: Матюнин (Москва) Помощники судьи: Воронцов (Ярославль), Березнов (Москва) Резервный судья: Турбин (Дмитров) Игрок матча: Соболев («Крылья Советов») |
| Сочи: Джанаев , Кудряшов 67', Калугин, Мевля, Миладинович, Померко 21' ( 50' Лагатор 51'), Бурмистров ( 66' Полоз), Цаллагов 76', Мостовой ( 59' Карапетян), Нобоа, Заболотный · Крылья Советов: Рыжиков , Анюков ( 76' Чичерин), Комбаров, Чернов, Карпов, Гацкан, Зиньковский, Мияйлович 22', Антон ( 87' Радонич), Канунников ( 84' Терехов), Соболев 34' |      |       |                                      | |

| 20 октября 2019 13 тур | Оренбург | 0:1   | Крылья Советов | Оренбург |
| 11:30 МСК |          | отчёт | 18′ Антон      | Стадион: Газовик Зрителей: 4311 Судья: Казарцев (Санкт-Петербург) Помощники судьи: Мосякин, Калугин (оба – Москва) Резервный судья: Чебан (Москва) Игрок матча: Рыжиков («Крылья Советов») |
| Оренбург: Климович, Малых, Терехов, Шахов ( 89' Фамейе), Радакович, Аюпов 90+3', Мишкич, Алвеш 57', Рогич 45' ( 76' Кулишев), Чуканов, Деспотович · Владимир Федотов (тренер) 90+3' · Крылья Советов: Рыжиков 89', Анюков 90+3', Комбаров, Чернов, Карпов, Гацкан, Зиньковский ( 83' Голенков), Мияйлович, Антон 63' ( 71' Кабутов), Канунников 27', Соболев ( 90' Тимофеев) · Миодраг Божович (тренер) 90+3' |          |       |                | |

| 27 октября 2019 14 тур | Крылья Советов | 0:2   | Зенит (Санкт-Петербург) | Самара |
| 14:00 МСК |                | отчёт | 28′ Жирков · 90′ Дзюба  | Стадион: Самара Арена Зрителей: 32 560 Судья: Васильев (Ижевск) Помощники судьи: Мухтаров (Петрозаводск) Назаров (Невинномысск) Резервный судья: Амелин (Тула) Игрок матча: Жирков («Зенит») |
| Крылья Советов: Рыжиков , Комбаров 85', Полуяхтов, Чернов, Карпов, Гацкан, Зиньковский ( 77' Радонич), Мияйлович 67', Антон ( 60' Кабутов), Канунников ( 87' Терехов), Соболев · Зенит: Кержаков, Иванович , Караваев 23', Ракицкий, Сантос, Жирков ( 88' Сутормин), Оздоев, Кузяев ( 64' Дзюба), Барриос, Азмун, Дриусси ( 78' Мак) |                |       |                         | |

| 4 ноября 2019 15 тур | Крылья Советов | 0:0   | Рубин (Казань) | Самара |
| 16:30 МСК |                | отчёт |                | Стадион: Самара Арена Зрителей: 10 842 Судья: Безбородов (Санкт-Петербург) Помощники судьи: Богач (Люберцы) Миневич (Смоленск) Резервный судья: Сиденков (Санкт-Петербург) Игрок матча: Дюпин («Рубин») |
| Крылья Советов: Рыжиков , Комбаров ( 73' Гынсарь), Полуяхтов, Чернов 18', Карпов, Гацкан 72', Тимофеев 90', Кабутов, Зиньковский ( 77' Радонич), Канунников, Соболев · Рубин: Дюпин, Денисов, Сорокин, Поярков 7', Уремович, Ташаев ( 82' Кварацхелия 90'), Подберезкин ( 72' Могилевец), Коновалов 45', Зуев, Давиташвили ( 89' Марков), Кьяртанссон |                |       |                | |

| 9 ноября 2019 16 тур | Спартак (Москва)             | 2:0   | Крылья Советов | Москва |
| 19:00 МСК | Понсе 3′ · Бакаев 83′ (пен.) | отчёт |                | Стадион: Открытие Банк Арена Зрителей: 18 719 Судья: Мешков (Дмитров) Помощники судьи: Гурбанов (Краснодар), Демешко (Химки) Видеопомощник судьи (VAR): Сухой (Люберцы) Ассистент видеопомощника судьи (AVAR): Матюнин (Москва) Резервный судья: Казарцев (Санкт-Петербург) Игрок матча: Бакаев («Спартак») |
| Спартак: Максименко, Джикия , Жиго, Гапонов, Айртон, Зобнин, Бакаев 76' ( 84' Мирзов), Умяров ( 90' Тиль), Крал 80', Понсе, Ларссон ( 76' Шюррле) · Крылья Советов: Рыжиков , Анюков, Полуяхтов, Бурлак, Лысцов ( 63' Радонич), Карпов 81', Гацкан, Кабутов ( 46' Терехов), Зиньковский, Мияйлович 71', Соболев ( 74' Гынсарь) |                              |       |                | |

| 24 ноября 2019 17 тур | ЦСКА (Москва) | 1:0   | Крылья Советов | Москва |
| 19:00 МСК | Влашич 74′    | отчёт |                | Стадион: ВЭБ Арена Зрителей: 11 895 Судья: Безбородов (Санкт-Петербург) Помощники судьи: Воронцов (Ярославль), Кудрявцев (Санкт-Петербург) Видеопомощник судьи (VAR): Карасёв (Москва) Ассистент видеопомощника судьи (AVAR): Казарцев (Санкт-Петербург) Резервный судья: Сухой (Люберцы) Игрок матча: Акинфеев («ЦСКА») |
| ЦСКА: Акинфеев , Фернандес, Дивеев, Магнуссон 65', Карпов, Кучаев ( 68' Ахметов), Обляков, Бистрович ( 81' Бийол), Влашич, Сигурдссон ( 58' Дзагоев), Чалов · Крылья Советов: Рыжиков , Анюков, Полуяхтов, Бурлак, Чернов, Гацкан 56', Тимофеев, Зиньковский ( 81' Кабутов), Гынсарь ( 78' Терехов 90'), Соболев 48' ( 84' Голенков), Радонич 86' |               |       |                | |

| 30 ноября 2019 18 тур | Крылья Советов | 0:1   | Уфа       | Самара |
| 14:00 МСК |                | отчёт | 25′ Бизяк | Стадион: Самара Арена Зрителей: 5349 Судья: Васильев (Ижевск) Помощники судьи: Болотенков, Елеференко (оба – Москва) Резервный судья: Любимов (Санкт-Петербург) Игрок матча: Алиев («Уфа») |
| Крылья Советов: Рыжиков , Анюков, Полуяхтов, Бурлак, Чернов, Лысцов 90', Тимофеев, Кабутов ( 46' Голенков), Зиньковский, Канунников ( 68' Терехов), Радонич · Уфа: Беленов, Сухов, Пуцко 33', Йокич 70', Неделчару, Кротов ( 67' Вомбергар), Алиев, Фомин, Карп 48', Тилль ( 54' Голубев), Бизяк |                |       |           | |

| 8 декабря 2019 19 тур | Крылья Советов           | 2:3   | Урал (Екатеринбург)                | Самара |
| 14:00 МСК | Чернов 21′ · Радонич 64′ | отчёт | 43′, 50′ Погребняк · 83′ Эль Кабир | Стадион: Самара Арена Зрителей: 5196 Судья: Панин (Дмитров) Помощники судьи: Сейфетдинов (Казань), Мурашов (Москва) Резервный судья: Матюнин (Москва) Игрок матча: Погребняк (Урал») |
| Крылья Советов: Рыжиков , Анюков 78', Полуяхтов, Чернов, Карпов, Гацкан ( 55' Радонич), Тимофеев, Терехов ( 61' Кабутов), Зиньковский, Мияйлович 63', Соболев 87' · Урал: Годзюр, Меркулов 90', Кулаков, Ароян 53', Поляков, Фидлер 26' ( 54' Егорычев), Бикфалви, Эль Кабир, Августиняк, Кухарчик ( 69' Бавин), Погребняк |                          |       |                                    | |

| 28 февраля 2020 20 тур | Крылья Советов | 1:1   | Оренбург                          | Самара |
| 18:30 МСК | Попович 41′    | отчёт | 89′ Алвеш · ---- · 24' Деспотович | Стадион: Самара Арена Зрителей: 8139 Судья: Мешков (Дмитров) Помощники судьи: Аверьянов (Москва), Петросян (Бронницы) Видеопомощник судьи (VAR): Вилков (Нижний Новгород) Ассистент видеопомощника судьи (AVAR): Мурашов (Москва) Резервный судья: Панин (Дмитров) Игрок матча: Фролов («Крылья Советов») |
| Крылья Советов: Фролов, Чернов, Карпов, Зеффан, Тимофеев, Кабутов, Зиньковский ( 83' Глушенков), Мияйлович 23', Попович 59' ( 90' Лысцов), Антон ( 79' Гацкан), Радонич · Оренбург: Довбня, Малых 40', Сиваков 90', Терехов, Радакович 90', Аюпов, Мишкич, Алвеш, Куат 31' ( 66' Чуканов), Деспотович 72', Силла ( 66' Фамейе) |                |       |                                   | |

| 8 марта 2020 21 тур | Рубин (Казань) | 0:1   | Крылья Советов | Казань |
| 14:00 МСК |                | отчёт | 42′ Попович    | Стадион: Центральный Зрителей: 5766 Судья: Москалёв (Воронеж) Помощники судьи: Усачёв (Ростов-на-Дону), Абусуев (Санкт-Петербург) Видеопомощник судьи (VAR): Карасёв (Москва) Ассистент видеопомощника судьи (AVAR): Болотенков (Москва) Резервный судья: Волошин (Смоленск) Игрок матча: Попович («Крылья Советов») |
| Рубин: Дюпин, Данченко, Старфельт, Подберёзкин , Коновалов 72', Зуев, Кварацхелия 45', Давиташвили, Йевтич ( 59' Макаров), Пабло 48' ( 85' Абильдгор), Игнатьев · Крылья Советов: Фролов, Анюков , Чернов, Карпов, Зеффан, Тимофеев, Кабутов 54' ( 56' Глушенков 84'), Зиньковский 62' 80', Попович ( 90' Комбаров), Антон 90+1', Радонич |                |       |                | |

| 16 марта 2020 22 тур | Тамбов                                | 3:0   | Крылья Советов | Нижний Новгород |
| 19:30 МСК | Мелкадзе 33′ · Обухов 54′ · Килин 80′ | отчёт |                | Стадион: Нижний Новгород Зрителей: 2702 Судья: Карасёв (Москва) Помощники судьи: Гаврилин (Владимир), Демешко (Химки) Видеопомощник судьи (VAR): Лапочкин (Санкт-Петербург) Ассистент видеопомощника судьи (AVAR): Калугин (Москва) Резервный судья: Сиденков (Санкт-Петербург) Игрок матча: Мелкадзе («Тамбов») |
| Тамбов: Шелия , Ойеволе ( 46' Юрганов), Шляков, Тетрашвили, Грицаенко, Филин, Чуперка, Килин 61', Обухов ( 78' Мамтов), Костюков ( 45' Федчук), Мелкадзе 60' · Крылья Советов: Фролов, Анюков 65', Чернов 45', Карпов, Зеффан, Тимофеев ( 86' Хади), Кабутов 25', Попович, Антон, Глушенков ( 62' Комбаров), Радонич 46' ( 56' Голенков) |                                       |       |                | |

| 19 июня 2020 23 тур | Крылья Советов            | 2:4   | Ахмат (Грозный)                            | Самара |
| 18:00 МСК | Бурлак 6′ · Глушенков 89′ | отчёт | 54′, 66′ Ильин · 59′ Глушаков · 69′ Бериша | Стадион: Самара Арена Зрителей: 4107 Судья: Еськов Помощники судьи: Аверьянов, Калугин (все – Москва) Видеопомощник судьи (VAR): Безбородов (Санкт-Петербург) Ассистент видеопомощника судьи (AVAR): Сафьян (Москва) Резервный судья: Любимов (Санкт-Петербург) Игрок матча: Глушаков («Ахмат») |
| Крылья Советов: Фролов, Комбаров, Бурлак , Чернов 62', Зеффан, Гацкан 90', Тимофеев, Кабутов ( 63' Голенков 79'), Зиньковский, Попович, Глушенков · Ахмат: Городов, Семенов, Ненахов, Нижич 72', Богосавац, Иванов , Глушаков, Ильин, Бериша 1', Роши, Исмаэл Силва |                           |       |                                            | |

| 26 июня 2020 24 тур | Зенит (Санкт-Петербург)      | 2:1   | Крылья Советов | Санкт-Петербург |
| 20:30 МСК | Дзюба 64′ (пен.), 70′ (пен.) | отчёт | 44′ Глушенков  | Стадион: Газпром Арена Зрителей: 6379 Судья: Кукуян (Сочи) Помощники судьи: Стипиди (Краснодар), Ширяев (Ставрополь) Видеопомощник судьи (VAR): Безубяк (Санкт-Петербург) Ассистент видеопомощника судьи (AVAR): Васильев (Ижевск) Резервный судья: Бобровский (Санкт-Петербург) Игрок матча: Малком («Зенит») |
| Зенит: Лунев, Иванович 47', Караваев, Ракицкий, Дуглас Сантос, Оздоев ( 90' Мусаев), Кузяев 21' ( 46' Сутормин), Барриос, Дзюба, Азмун ( 83' Дриусси), Малком ( 90' Жирков) · Крылья Советов: Фролов, Комбаров 52', Бурлак , Чернов 30', Зеффан, Гацкан, Тимофеев 62' ( 79' Хади), Кабутов ( 67' Терехов), Зиньковский, Попович ( 74' Радонич), Глушенков |                              |       |                | |

| 30 июня 2020 25 тур | Локомотив (Москва) | 1:1   | Крылья Советов | Москва |
| 18:00 МСК | Миранчук Ал. 90′   | отчёт | 14′ Радонич    | Стадион: РЖД Арена Зрителей: 2700 Судья: Сухой (Люберцы) Помощники судьи: Демешко (Химки), Богданов (Верея) Видеопомощник судьи (VAR): Лапочкин (Санкт-Петербург) Ассистент видеопомощника судьи (AVAR): Елеференко (Москва) Резервный судья: Куликов (Саранск) Игрок матча: Глушенков («Крылья Советов») |
| Локомотив: Гилерме ( 33' Коченков), Игнатьев 27' 50', Кверквелия ( 69' Живоглядов), Идову 75', Чорлука 48', Баринов, Жемалетдинов ( 56' Миранчук Ан.), Миранчук Ал., Крыховяк, Жоао Марио, Эдер 87' · Крылья Советов: Фролов 82', Полуяхтов 32', Бурлак ( 56' Хади 70' 73'), Лысцов, Зеффан ( 39' Чичерин), Гацкан 52', Тимофеев 10', Кабутов 45', Попович ( 46' Антон), Глушенков ( 90' Терехов), Радонич ( 46' Зиньковский) |                    |       |                | |

| 4 июля 2020 26 тур | Крылья Советов | 0:0   | Ростов (Ростов-на-Дону) | Самара |
| 18:30 МСК |                | отчёт |                         | Стадион: Самара Арена Зрителей: 4129 Судья: Волошин (Смоленск) Помощники судьи: Шаламберидзе, Чельцов (оба – Москва) Видеопомощник судьи (VAR): Казарцев (Санкт-Петербург) Ассистент видеопомощника судьи (AVAR): Калугин (Москва) Резервный судья: Буланов (Саранск) Игрок матча: Норманн («Ростов») |
| Крылья Советов: Фролов, Комбаров , Полуяхтов 25', Чичерин 57', Чернов, Лысцов, Гацкан 23', Тимофеев, Кабутов ( 80' Смирнов), Глушенков 39' ( 68' Попович), Радонич ( 54' Зиньковский) · Ростов: Песьяков, Чернов, Чистяков 11' ( 31' Ведерников 45' 55'), Осипенко, Мамаев, Ионов ( 86' Долгов), Байрамян, Попов ( 86' Глебов), Хаджикадунич, Норманн 41', Прошляков ( 70' Еременко) |                |       |                         | |

| 7 июля 2020 27 тур | Арсенал (Тула)           | 2:4   | Крылья Советов                                        | Тула |
| 20:30 МСК | Денисов 8′ · Луценко 79′ | отчёт | 38′ Лысцов · 57′ Попович · 62′ Глушенков · 68′Радонич | Стадион: Арсенал Зрителей: 1684 Судья: Вилков (Нижний Новгород) Помощники судьи: Лунёв (Новосибирск), Сейфетдинов (Казань) Видеопомощник судьи (VAR): Матюнин (Москва) Ассистент видеопомощника судьи (AVAR): Елеференко (Москва) Резервный судья: Анопа (Благовещенск) Игрок матча: Попович («Крылья Советов») |
| Арсенал: Шамов, Денисов, Беляев, Довбня, Горбатенко ( 87' Пантелеев), Ткачев ( 46' Чаушич 56'), Ломовицкий, Лесовой 42' ( 75' Кангва Э.), Хлусевич, Костадинов 52' ( 75' Кангва К.), Луценко · Крылья Советов: Фролов, Комбаров 32' , Чичерин 11', Чернов 83', Лысцов 41', Гацкан, Тимофеев 19', Кабутов ( 84' Молчанов), Зиньковский ( 84' Тюрин), Попович ( 90' Антон), Глушенков ( 63' Радонич) |                          |       |                                                       | |

| 12 июля 2020 28 тур | Динамо (Москва)                           | 2:0   | Крылья Советов | Москва |
| 18:30 МСК | Филипп 15′ (пен.) · Комличенко 24′ (пен.) | отчёт |                | Стадион: ВТБ Арена Зрителей: 2358 Судья: Карасёв (Москва) Помощники судьи: Сафьян (Москва), Гурбанов (Краснодар) Видеопомощник судьи (VAR): Лапочкин (Санкт-Петербург) Ассистент видеопомощника судьи (AVAR): Кобзев (Москва) Резервный судья: Фролов (Москва) Игрок матча: Ордец («Динамо») |
| Динамо: Шунин , Рыков 43', Морозов ( 84' Соснин), Скопинцев 32' ( 69' Плиев 90'), Ордец 71', Юсупов, Жоаозиньо, Хильемарк, Комличенко 35' ( 69' Шиманьски), Игбун ( 84' Нжи), Филипп ( 38' Панченко) · Крылья Советов: Фролов, Комбаров 90' , Чичерин ( 69' Хади), Лысцов 69', Карпов 23', Гацкан, Кабутов ( 37' Радонич 40'), Зиньковский ( 57' Смирнов), Попович, Антон ( 69' Киселев 90'), Глушенков ( 57' Молчанов) |                                           |       |                | |

| 15 июля 2020 29 тур | Крылья Советов | 0:0   | Краснодар | Самара |
| 18:00 МСК |                | отчёт |           | Стадион: Самара Арена Судья: Москалёв (Воронеж) Помощники судьи: Кобзев (Москва), Березнев (Ростов-на-Дону) Видеопомощник судьи (VAR): Еськов Ассистент видеопомощника судьи (AVAR): Аверьянов (оба – Москва) Резервный судья: Фролов (Москва) Игрок матча: Фролов («Крылья Советов») |
| Крылья Советов: Фролов, Комбаров , Чичерин, Чернов, Лысцов, Тимофеев 72', Кабутов 40' ( 42' Голенков), Зиньковский ( 81' Смирнов), Антон ( 81' Киселев), Глушенков, Радонич ( 57' Попович) · Краснодар: Сафонов, Газинский ( 86' Черников), Петров 40' 83', Сорокин, Рамирес 70', Фернандеш 15' ( 55' Сулейманов), Уткин 65', Олссон ( 68' Кабелла), Кайо, Вандерсон, Берг ( 86' Мартынович) |                |       |           | |

| 22 июля 2020 30 тур | Крылья Советов | +:- (Техническое поражение) | Сочи | Самара                |
| 19:00 МСК           |                | отчёт                       |      | Стадион: Самара Арена |

## Кубок России
| 25 сентября 2019 1/16 финала | Торпедо (Москва)           | 2:0   | Крылья Советов | Москва |
| 19:30 МСК | Шоркин 36′ · Сергеев 45+2′ | отчёт |                | Стадион: имени Эдуарда Стрельцова Зрителей: 3682 Судья: Кукуляк (Калуга) Помощники судьи: Мухтаров (Петрозаводск) Линкин (Воронеж) |
| Торпедо: Кеняйкин, Шишкин, Божин, Шоркин 28', Рязанцев , Магаль, Самошников ( 89' Шустиков), Калугин, Галоян ( 63' Багаев, 63), Лебеденко ( 68' Самсонов 74'), Сергеев 38' · Крылья Советов: Овсянников, Бурлак 48', Чичерин, Лысцов, Тимофеев 45', Терехов ( 68' Кабутов), Мияйлович, Антон 43' ( 62' Зиньковский), Смирнов 88', Канунников, Радонич 40' ( 46' Соболев) |                            |       |                | |

## Игры и голы
| №.            | Нац.          | Позиция | Игрок              | Всего | Всего | Чемпионат | Чемпионат | Кубок | Кубок |
| №.            | Нац.          | Позиция | Игрок              | Игры  | Голы  | Игры      | Голы      | Игры  | Голы  |
| Вратари       |               |         |                    |       |       |           |           |       |       |
| ------------- | ------------- | ------- | ------------------ | ----- | ----- | --------- | --------- | ----- | ----- |
| 1             | Флаг России   | Вр      | Сергей Рыжиков     | 19    | -25   | 19        | -25       | -     | -     |
| 39            | Флаг России   | Вр      | Евгений Фролов     | 10    | -15   | 10        | -15       | -     | -     |
| 81            | Флаг России   | Вр      | Богдан Овсянников  | 1     | -2    | 0         | 0         | 1     | -2    |
| Защитники     |               |         |                    |       |       |           |           |       |       |
| 2             | Флаг России   | Защ     | Владимир Полуяхтов | 12    | 0     | 12        | 0         | -     | -     |
| 3             | Флаг России   | Защ     | Никита Чернов      | 23    | 1     | 23        | 1         | -     | -     |
| 5             | Флаг России   | Защ     | Виталий Лысцов     | 9     | 1     | 8         | 1         | 1     | 0     |
| 18            | Флаг Алжира   | Защ     | Мехди Зеффан       | 6     | 0     | 6         | 0         | -     | -     |
| 22            | Флаг России   | Защ     | Александр Анюков   | 18    | 0     | 18        | 0         | -     | -     |
| 23            | Флаг России   | Защ     | Дмитрий Комбаров   | 22    | 0     | 22        | 0         | -     | -     |
| 44            | Флаг России   | Защ     | Никита Чичерин     | 7     | 0     | 6         | 0         | 1     | 0     |
| 50            | Флаг России   | Защ     | Максим Карпов      | 21    | 1     | 21        | 1         | -     | -     |
| 90            | Флаг России   | Защ     | Тарас Бурлак       | 9     | 2     | 8         | 2         | 1     | 0     |
| Полузащитники |               |         |                    |       |       |           |           |       |       |
| 7             | Флаг Ирака    | ПЗ      | Сафаа Хади         | 4     | 0     | 4         | 0         | -     | -     |
| 8             | Флаг Молдовы  | ПЗ      | Александр Гацкан   | 22    | 0     | 22        | 0         | -     | -     |
| 10            | Флаг России   | ПЗ      | Антон Терехов      | 13    | 0     | 12        | 0         | 1     | 0     |
| 11            | Флаг Словении | ПЗ      | Денис Попович      | 10    | 3     | 10        | 3         | -     | -     |
| 14            | Флаг Молдовы  | ПЗ      | Раду Гынсарь       | 10    | 1     | 10        | 1         | -     | -     |
| 15            | Флаг России   | ПЗ      | Максим Глушенков   | 10    | 3     | 10        | 3         | -     | -     |
| 17            | Флаг России   | ПЗ      | Антон Зиньковский  | 28    | 0     | 27        | 0         | 1     | 0     |
| 20            | Флаг Сербии   | ПЗ      | Срджан Мияйлович   | 16    | 1     | 15        | 1         | 1     | 0     |
| 28            | Флаг Румынии  | ПЗ      | Паул Антон         | 18    | 2     | 17        | 2         | 1     | 0     |
| 40            | Флаг России   | ПЗ      | Артём Тимофеев     | 22    | 0     | 21        | 0         | 1     | 0     |
| 52            | Флаг России   | ПЗ      | Данила Смирнов     | 4     | 0     | 3         | 0         | 1     | 0     |
| 57            | Флаг России   | ПЗ      | Владислав Тюрин    | 1     | 0     | 1         | 0         | -     | -     |
| 77            | Флаг России   | ПЗ      | Дмитрий Кабутов    | 29    | 0     | 28        | 0         | 1     | 0     |
| 78            | Флаг России   | ПЗ      | Геннадий Киселёв   | 2     | 0     | 2         | 0         | -     | -     |
| Нападающие    |               |         |                    |       |       |           |           |       |       |
| 7             | Флаг России   | Нап     | Александр Соболев  | 19    | 10    | 18        | 10        | 1     | 0     |
| 9             | Флаг Хорватии | Нап     | Деян Радонич       | 28    | 4     | 27        | 4         | 1     | 0     |
| 69            | Флаг России   | Нап     | Егор Голенков      | 9     | 0     | 9         | 0         | -     | -     |
| 86            | Флаг России   | Нап     | Дмитрий Молчанов   | 2     | 0     | 2         | 0         | -     | -     |
| 99            | Флаг России   | Нап     | Максим Канунников  | 16    | 1     | 15        | 1         | 1     | 0     |

## СМИ
видеоотчеты «Матч ТВ» о матчах команды на видеохостинге «YouTube» (более 7,0 млн. просмотров)
| Первенство страны | Первенство страны | Первенство страны | Первенство страны | Первенство страны | Первенство страны | Первенство страны | Первенство страны | Первенство страны | Первенство страны | Первенство страны | Первенство страны | Первенство страны | Первенство страны | Первенство страны |
| тур               | соперник          | счёт              | просмотры         | видеоссылка       | тур               | соперник          | счёт              | просмотры         | видеоссылка       | тур               | соперник          | счёт              | просмотры         | видеоссылка       |
| ----------------- | ----------------- | ----------------- | ----------------- | ----------------- | ----------------- | ----------------- | ----------------- | ----------------- | ----------------- | ----------------- | ----------------- | ----------------- | ----------------- | ----------------- |
| 1                 | ЦСКА              | 2:0               | 550 127           | Видео на YouTube  | 11                | Тамбов            | 2:0               | 146 039           | Видео на YouTube  | 21                | Рубин             | 1:0               | 113 918           | Видео на YouTube  |
| 2                 | Арсенал           | 2:3               | 264 925           | Видео на YouTube  | 12                | Сочи              | 2:0               | 171 814           | Видео на YouTube  | 22                | Тамбов            | 0:3               | 201 468           | Видео на YouTube  |
| 3                 | Уфа               | 1:2               | 228 253           | Видео на YouTube  | 13                | Оренбург          | 1:0               | 156 205           | Видео на YouTube  | 23                | Ахмат             | 2:4               | 274 382           | Видео на YouTube  |
| 4                 | Локомотив         | 1:2               | 382 679           | Видео на YouTube  | 14                | Зенит             | 0:2               | 382 679           | Видео на YouTube  | 24                | Зенит             | 1:2               | 437 270           | Видео на YouTube  |
| 5                 | Ростов            | 0:1               | 226 099           | Видео на YouTube  | 15                | Рубин             | 0:0               | 43 014            | Видео на YouTube  | 25                | Локомотив         | 1:1               | 212 833           | Видео на YouTube  |
| 6                 | Урал              | 3:1               | 317 668           | Видео на YouTube  | 16                | Спартак           | 0:2               | 552 243           | Видео на YouTube  | 26                | Ростов            | 0:0               | 62 963            | Видео на YouTube  |
| 7                 | Спартак           | 1:2               | 554 654           | Видео на YouTube  | 17                | ЦСКА              | 0:1               | 245 265           | Видео на YouTube  | 27                | Арсенал           | 4:2               | 221 403           | Видео на YouTube  |
| 8                 | Динамо            | 0:0               | 91 944            | Видео на YouTube  | 18                | Уфа               | 0:1               | 68 781            | Видео на YouTube  | 28                | Динамо            | 0:2               | 85 142            | Видео на YouTube  |
| 9                 | Краснодар         | 2:4               | 492 925           | Видео на YouTube  | 19                | Урал              | 2:3               | 166 096           | Видео на YouTube  | 29                | Краснодар         | 0:0               | 76 607            | Видео на YouTube  |
| 10                | Ахмат             | 1:1               | 110 837           | Видео на YouTube  | 20                | Оренбург          | 1:1               | 183 461           | Видео на YouTube  | 30                | Сочи              | +:-               |                   |                   |

видеоотчеты «Матч ТВ» о матчах команды на видеохостинге «YouTube»
| 1 | Торпедо | 2:0 | 135 088 | Видео на YouTube |